# Экономика труда
Эконо́мика труда́ — раздел экономики, изучающий процессы воспроизводства рабочей силы и взаимодействия работников, средств и предметов труда.
Экономика труда занимается анализом рынка труда, трудовых ресурсов и занятости, долгосрочным анализом трудовых отношений, исследует доходы работников и оплату труда, изучает проблемы производительности и эффективности труда, разрабатывает методы обоснования численности работников, разбирает понятия человеческого капитала. Основателем  современной экономики труда является  Минсер.
Отдельные учёные более широко трактуют предмет экономики труда и относят к ней проблемы нормирования труда, методы управления персоналом.
В основу экономики труда лежит стремление понять функционирование и динамику рынка наемных работников. При этом, наемные работники поставляют труд в качестве товара в обмен на заработную плату, на который имеется спрос со стороны фирм. Поскольку наемные работники существуют в рамках социальной, институциональной и политической системы и являются их частью, экономика труда также изучает социальные, культурные и политические аспекты их взаимодействия.
Рынок труда функционируют посредством взаимодействия работников и работодателей. Рассматривая поставщиков (работников) и потребителей труда (работодателей), экономика труда пытается выявить закономерности в структуре заработной платы, занятости и доходов. Существование этих закономерностей опирается на предположении, что каждый индивидуум на рынке труда делает рациональный выбор на основе известной ему информации о заработной плате, желании предоставить рабочую силу и желании получить досуг. Как правило, рынок труда географически ограничен, но распространение Интернета привело к возникновению «планетарного рынка труда» в некоторых секторах.
Труд – это мера работы, выполняемой людьми. Он условно противопоставляется другим факторам производства, таким как земля и капитал. Некоторые теории сосредоточены на человеческом капитале или предпринимательстве (к которым относятся навыки, которыми обладают работники, а не фактический труд, который они выполняют). Труд является особенным товаром, так как он является благом, которого невозможно отделить от собственника (т.е. работа не может быть отделена от человека, который ее выполняет). Рынок труда также отличается от других рынков тем, что работники являются поставщиками, а фирмы — покупателями.

## Макроэкономический и микроэкономический анализ рынка труда
Экономика труда имеет две сферы приложения в зависимости от применяемых методов - макроэкономическая и микроэкономическая. Микроэкономические методы позволяют изучить роль отдельных лиц и отдельных фирм на рынке труда. В свою очередь, макроэкономические методы позволяет рассмотреть взаимосвязь между рынком труда, рынком товаров, денежным рынком и рынком международной торговли. При этом, с помощью этих методов изучается влияние этих переменных на макропеременные, такие как уровень занятости, уровень участия населения в рабочей силе, совокупный доход и валовой внутренний продукт.

## Макроэкономический анализ рынка труда
Как и любой рынок в рамках макроэкономической системы, рынок труда характеризуется спросом на рабочую силу и ее предложением. Как правило, в большинстве случаев предложение рабочей силы превышает спрос, что подтверждается ростом заработной платы повсеместно, темпы которого отстают от темпов роста производительности труда. Когда предложение рабочей силы превышает спрос, заработная плата сталкивается с давлением в сторону понижения ввиду наличия у работодателя широкого выбора кандидатов, количество которых превышает количество рабочих мест. Однако, если спрос на рабочую силу превышает предложение, заработная плата увеличивается, поскольку работник имеет больше переговорных возможностей (возможностей диктовать свои условия), в то время как работодатели вынуждены конкурировать за дефицитную рабочую силу.
Рабочая сила определяется как количество людей трудоспособного возраста, которые либо трудоустроены, либо активно ищут работу (безработные). Уровень участия в рабочей силе – это доля людей из числа рабочей силы в общей численности взрослого гражданского населения, проживающее в собственных или арендуемых помещениях (англ. civilian noninstitutional population) (или в общей численности трудоспособного населения за исключением лиц, находящихся в общественных учреждениях либо учреждениях закрытого типа).
Экономически неактивное население включает лиц, не находящихся в активном поиске работы, лиц, находящихся (или помещенных) в специальных учреждениях (например, в тюрьмах или психиатрических больницах), лиц, ведущих домашнее хозяйство, детей нетрудоспособного возраста, а также лиц, отбывающих службу в армии. Количество безработных есть разница между общим количеством людей в составе рабочей силы и количеством занятых в настоящее время, в то время как уровень безработицы определяется как отношение количества безработных к рабочей силе. Уровень занятости определяется как отношение  количества занятых в настоящее время на общую численность взрослого населения (или на население трудоспособного возраста). При этом, самозанятые учитываются в составе занятого населения.
Рынок труда способен создавать высокую вторичную (производную) эффективность труда, особенно на национальном и международном уровне, по сравнению с более простыми формами распределения труда, что приводит к росту ВВП и объемов производства. Эффективный рынок труда важен для частного сектора, поскольку он способствует увеличению производных доходов за счет снижения относительной стоимости рабочей силы. Это предполагает, что разделение труда является лишь способом достижения экономической эффективности.
Такие показатели, как количество занятых, количество безработных, численность рабочей силы и количество пустующих вакансий являются переменными, характеризующими величину запаса (англ. stock variables), поскольку они дают оценку количества в определенный момент времени. Им противопоставляются поточные [интервальные] переменные, характеризующие количественные изменения, произошедшие за определенный период времени (англ. flow variables). Изменения в рабочей силе происходят в результате изменений в интервальных переменных, таких как естественный прирост населения, чистая иммиграция, новые участники / игроки и выход на пенсию. Изменения в безработице зависят от притока рабочих (незанятые, пускающиеся на поиск работы, а также занятые, подыскивающие новую работу) и их оттока (лица, уже нашедшие работу, а также лица, прекратившие поиск работы). 
На уровне экономики, различают несколько видов безработицы, которые можно разделить на две категории - естественную и неестественную безработицу.
Различают следующие виды естественной безработицы:
- Фрикционная безработица, возникающая в период, когда лицо ищет новую работу, наиболее подходящую для него, и устраивается в ней[9]. Технологический прогресс часто ведет к снижению фрикционной безработицы. Так, поисковые системы в Интернете сократили затраты и время, связанные с поиском работы или подбором персонала.
- Структурная безработица, возникающая в период, когда лицо переквалифицируется на другую специальность или профессию. Как правило, такая необходимость возникает в случае нехватки рабочих мест в отрасли для всех желающих, что может быть результатом изменений в большинстве отраслей определенной страны либо высокого уровеня оплаты в них, что побуждает людей идти в эти отрасли[9].
- Естественная безработица (также известная как полная занятость) – это сумма фрикционной и структурной безработиц за вычетом циклических колебаний безработицы (например, во время рецессии) и сезонную безработицу. Это самый низкий уровень безработицы, на который может рассчитывать стабильная экономика с учетом того, что некоторый уровень фрикционной и структурной безработицы неизбежен. Экономисты расходятся во мнениях относительно приемлемого уровня естественной безработицы, оценки которой варьируются от 1% до 5%, или ее определения, которую некоторые связывают ее с уровнем безработицы, не «ускоряющей инфляцию». Оценка уровня естественной безработицы зависит от страны и рассматриваемого отрезка времени[9].

Различают следующие виды неестественной безработицы:
- Циклическая безработица, возникающая в условиях недостаточного совокупного спроса. В кейнсианстве любой уровень безработицы сверх естественного уровня, вероятно всего, связан с недостаточным спросом на товары в экономике в целом. Во время рецессии снижение совокупного спроса приводит к недоиспользованию ресурсов (включая рабочую силу). Согласно кейнсианству, совокупные расходы (AE) могут быть увеличены за счет увеличения расходов на потребление (C), увеличения инвестиционных расходов (I), увеличения государственных расходов (G) или увеличения чистого экспорта (X-M), поскольку АЕ = С + I + G + (X−M).
- Сезонная безработица, возникающая из-за сезонных колебаний спроса на работников в разных отраслях, например, в сфере розничной торговли после окончания праздников, связанных с большим количеством покупок[9].

## Микроэкономический анализ рынка труда
Микроэкономический аналих рынка труда производится в рамках неоклассических принципов. Неоклассики рассматривают рынок труда аналогично прочим рынка в том, что силы спроса и предложения совместно определяют цену (в данном случае ставку заработной платы) и количество (в данном случае число занятых лиц).
Однако рынок труда отличается от других рынков (таких как рынки товаров или финансовый рынок) по нескольким параметрам. В частности, на рынке труда не может быть достигнуто равновесие. Согласно неоклассической теории, в то время как большинство рынков быстро достигают точки равновесия без избыточного спроса или предложения, данный принцип не работает для рынка труда: на нем может быть постоянный уровень безработицы. Сравнение рынка труда с другими видами рынков также выявляет постоянные друг друга компенсирующие различия между аналогичными работниками.
В моделях, в которых делается допущение о совершенной конкуренции на рынке труда, предполагается, что работники достигают своего предельного продукта от труда.

### Предложение труда в неоклассической экономической теории
Поставщиками рабочей силы выступают домохозяйства. В микроэкономической теории предполагается, что люди рациональны и стремятся максимизировать свою функцию полезности. В модели рынка труда их функция полезности выражает выбор между досугом и доходом от труда. Однако они ограничены имеющимися у них количеством часов, затрачиваемого на труд.
Допустим, «w» обозначает почасовую заработную плату, «k» - общее количество времени в часах, доступных для труда и досуга, «L» обозначает выбранное количество часов на труд, {\displaystyle \pi } обозначает доход от нетрудовых источников, и A обозначает выбранные часы досуга. Задача индивидуума состоит в том, чтобы максимизировать полезность U, которая зависит от общего дохода, доступного для расходов на потребление, а также зависит от времени, затрачиваемого на досуг, с учетом временных ограничений в отношении выбора рабочего времени и времени на досуг:
{\displaystyle {\text{max}}\quad U(wL+\pi ,A)\quad {\text{s. t.}}\quad L+A\leq k.}
Приведенный график иллюстрирует такой выбор между временем на досуг и на трудовую деятельность, приносящую доход. Линейное ограничение указывает на то, что каждый дополнительный час досуга ведет к потери часа труда и, следовательно, фиксированного количества товаров, которые можно было бы приобрести на доход от несовершенного труда. Решение о распределении времени на досуг либо труд определяется кривой безразличия, представленной линией IC1. Данная кривая показывает все комбинации выбора между досугом и трудом, которые приносят лицу определенный уровень полезности. Точка, при которой наивысшая кривая безразличия как раз касается линии ограничения (точка А), указывает на его оптимальный уровень для работника (поставщика труда).
При допущении, что потребление определяется величиной полученного дохода, то приведенная диаграмма может быть применена для выявления множества интересных эффектов. Это связано с тем, что абсолютным значением наклона кривой бюджетного ограничения является ставка заработной платы. Точка оптимизации (точка A) отражает эквивалентность между ставкой заработной платы и предельной нормой замещения досуга на доход (абсолютное значение наклона кривой безразличия). Поскольку предельная норма замещения досуга на доход также является отношением предельной полезности досуга (MUL) к предельной полезности дохода (MUY), то вытекает, что: 
{\displaystyle {{MU^{L}} \over {MU^{Y}}}={{dY} \over {dL}},}
где Y есть совокупный доход, а правая сторона уравнения - ставка заработной платы (оплаты труда).

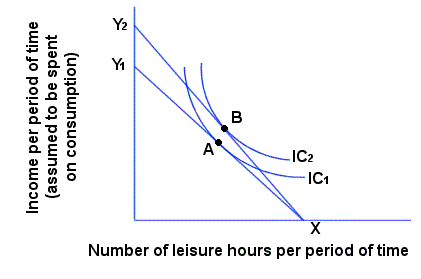
Эффекты от повышения ставки заработной платы: ось абсцисс (ось Х) отражает количество времени, затрачиваемого на досуг, а ось ординат (ось Y) - размер дохода за определенный период времени (с допущением, что он полностью затрачивается на потребление)

При повышении ставки заработной платы, линия ограничения индивидуума смещается вверх с XY1 на XY2. Как следствие, это позволяет лицу приобретать больше товаров и услуг, а его полезность увеличится с точки A на кривой IC1 до точки B на кривой IC2. Для выявления последствий этого смещения на решение о выборе количества времени, затрачиваемого на труд, необходимо рассмотреть эффект дохода и эффект замещения.
Повышение заработной платы можно разбить на два отдельных эффекта. Эффект дохода отражается движением из точки А в точку С, как проиллюстрировано на следующей диаграмме. Потребление увеличивается с YA до YC и, поскольку досуг в данном примере является нормальным благом, количество времени на досуг увеличивается с XA до XC (количество времени, затрачиваемого на труд, уменьшается на то же количество, что и увеличение времени на досуг).

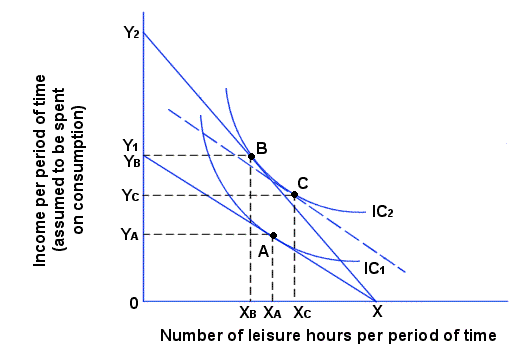
Эффекты дохода и замещения от повышения заработной платы: ось абсцисс (ось Х) отражает количество времени, затрачиваемого на досуг, а ось ординат (ось Y) - размер дохода за определенный период времени (с допущением, что он полностью затрачивается на потребление)

По мере повышения ставки заработной платы, лицо будет отдавать предпочтение досугу труд, то есть увеличивать количество часов, затрачиваемого на труд, то есть заменять досуг из-за его более высокой альтернативной стоимости. Этот эффект замещения представлен смещением из точки C в точку B. Чистое воздействие этих двух эффектов показано смещением из точки A в точку B. Относительная величина этих двух эффектов зависит от обстоятельств. В некоторых случаях, например в показанном, эффект замещения больше, чем эффект дохода (в этом случае на труд будет уделено больше времени), но в других случаях эффект дохода будет больше, чем эффект замещения (при котором на труд уделяется меньше времени). Во втором случае, лицо принимает решение о «приобретении» досуга на приумноженный доход, заработанный от предыдущей трудовой деятельности.

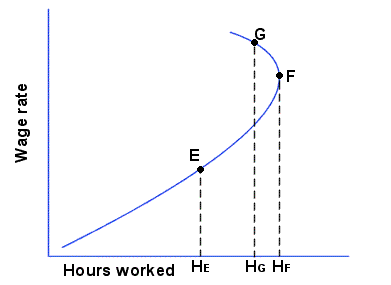
Кривая предложения труда: ось абсцисс (ось Х) отражает количество отработанных часов, а ось ординат (ось Y) - ставку заработной платы

При превышении эффекта замещения эффекта дохода, индивидуальное предложение труда будет увеличиваться по мере роста ставки заработной платы, что представлено положительным наклоном «кривой предложения труда» (как в точке Е на графике, что отражает положительную эластичность заработной платы). Данная положительная взаимосвязь увеличивается до точки F, после которой эффект дохода преобладает над эффектом замещения, и индивидуум начинает сокращать количество рабочих часов, которые он предоставляет (точка G), по мере роста заработной платы; другими словами, эластичность заработной платы становится отрицательной.
Направление наклона может меняться более одного раза для некоторых индивидуумов, и кривая предложения труда различается у индивидуумов.
Другие переменные, которые влияют на решение о предложении рабочей силы и которые могут быть учтены в модели, включают налогообложение, социальное обеспечение, рабочую среду и доход как сигнал о способностях или социальном вкладе.

### Спрос на труд в неоклассической экономической теории
Спрос фирмы на труд основан на ее предельном вещественном продукте труда (англ. marginal physical product of labour, MPPL). Он определяется как дополнительная продукция (или физический продукт), возникающая в результате увеличения одной единицы труда (или бесконечно малого увеличения труда).
Спрос на рабочую силу является производным спросом; то есть наем рабочей силы желателен не сам по себе, а скорее потому, что он помогает производить продукцию, что ведет к росту дохода работодателя и, следовательно, прибыли. Спрос на дополнительное количество труда зависит от предельного факторного дохода (англ. marginal revenue product, MRP) и предельных затрат (MC) работника. При совершенно конкурентном товарном рынке MRP рассчитывается как продукт конечного продукта / услуги и предельного физического продукта работника. При превышении MRP предельных издержек фирмы, фирма нанимает работника, поскольку это ведет к увеличению прибыли. Однако в соответствии с неоклассической экономической теорией фирма нанимает сотрудников только до того момента, пока MRP=MC, а не выше.
На MRP работника влияют другие факторы производства, которыми пользуется работник во время трудовой деятельности (например, машины), которые часто объединяются под термином капитал. В экономических моделях типично увеличение фирмой MRP работника для достижения большей доступности капитала, при прочих равных условиях. Образование и обучение считаются человеческим капиталом. Поскольку количество физического капитала оказывает влияние на MRP, а потоки финансового капитала могут влиять на объем доступного физического капитала, то MRP и, следовательно, заработная плата могут зависеть от потоков финансового капитала внутри стран и между ними, а также от степени мобильности капитала внутри стран и между ними.
Согласно неоклассической теории, предельный физический продукт труда в определенном диапазоне выпусков снижается (закон убывающей отдачи). То есть по мере того, как используется все больше и больше единиц труда, их дополнительная продукция начинает снижаться.
Кроме того, хотя MRP является хорошим способом выражения спроса со стороны работодателя, другие факторы, такие как формирование социальной группы, могут влиять как на спрос, так и на предложение труда. Это постоянно меняет представление о том, что представляет собой рынок труда, что ведет к возникновению проблем для теорий инфляции.

### Равновесие

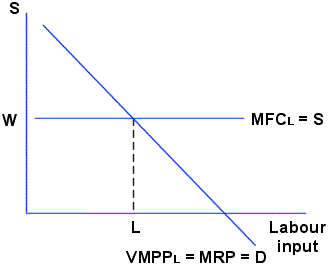
Спрос фирмы на рабочую силу в краткосрочной перспективе

В качестве кривой спроса фирмы на труд в краткосрочном периоде можно использовать предельный факторный доход от труда. В конкурентных рынках фирма сталкивается с совершенно эластичным предложением труда, которое соответствует ставке заработной платы и предельной стоимости ресурсов труда (W = SL = MFCL). В случае несовершенных рынков, MFCL равна отношению ставки заработной платы к предельным издержкам. Поскольку для оптимального распределения ресурсов требуется, чтобы предельные факторные издержки (англ. marginal factor cost) равнялись предельному доходу, то фирме потребовалось бы L единиц труда, как показано на диаграмме.
Спрос на труд фирм можно сагрегировать для всех других фирм в экономике, чтобы получить совокупный спрос на труд. Точно так же можно сагрегировать кривые предложения всех отдельных рабочих, чтобы получить совокупное предложение труда. Эти кривые спроса и предложения можно анализировать так же, как и любые другие кривые спроса и предложения отдельной отрасли для определения равновесных уровней заработной платы и занятости.
Существуют различия в оплате труда, особенно на смешанных и полностью/частично гибких рынках труда. Например, заработная плата врача и портового уборщика, работающих в государственной службе здравоохранения Англии, сильно различается. Причинами такого различия могут быть различные факторы, связанные с MRP работника: MRP врача намного выше, чем у портового уборщика. Кроме того, барьеров для становления врачом гораздо больше, чем для становления портовым уборщиком: врачу требуется много образования и обучения, что является дорогостоящим, и только преуспевающие в учебе могут стать врачами, в то время обучение портового уборщика не требует много времени. Следовательно, предложение врачей значительно менее эластично, чем предложение портовых уборщиков. Спрос также неэластичен, поскольку существует высокий спрос на врачей, а медицинское обслуживание является необходимостью, поэтому национальная служба здравоохранения будет платить более высокие ставки заработной платы, чтобы привлечь их.

## Монопсония
На отдельных рынках труда имеется только один работодатель. Как следствие, на подобных рынках не удовлетворяется предположение о совершенной конкуренции неоклассической модели, приведенной выше. В отличие от модели конкурентных рынков, в моделях монопсонистического рынка труда достигается меньшее количество рабочих мест и более низкая равновесная ставка заработной платы.

## Асимметричная информация
В большинстве случаев реального мира допущение о совершенной информации оказывается недостижимым. Работодатели не всегда осведомлены о степени усердности либо продуктивности работников. Это приводит к уклонению от работы и/или полной отдачи, явлению, известному как моральный риск. Поскольку работодателю зачастую трудно отделить усердных сотрудников от уклончивых, у сотрудников отсутствует стимула для усердной работы, что ведет к снижению производительности. Как следствие, это вынуждает работодателя к найму дополнительных сотрудников, что отражается в снижении уровня безработицы.
Одним из наиболее часто используемых способов предотвращения морального риска является опционы на акции, которые дают сотрудникам возможность напрямую извлечь выгоду из успеха фирмы. Однако данный метод столкнулся с критикой, так как руководители с крупными пакетами опционов попали под подозрение в завышении стоимости акций в ущерб долгосрочному благополучию фирмы. Другим методом предовращения морального риска, возникновение которого предшествовало появлению временных рабочих в Японии и массовому увольнению многих из них в ответ на финансовый кризис 2008 года, стало внедрение гибких рабочих контрактов найма на работу и их условий, которые поощряют работников работать неполный рабочий день, частично компенсируя потерю часов, полагаясь на то, что работники адаптируют свое рабочее время в соответствии с требованиями работы и экономическим условиям, чтобы избавить работодателя от усилий оценки и переоценки количества необходимой работы для выполнения заданной задачи.
Другой аспект неопределённости связан с наличием у фирмы несовершенных знаний о способностях работников. В случаях, когда фирма недостаточно осведомлена о способностях работника, она выплачивает работнику заработную плату, соответствующую средним показателям аналогичных работников. Однако, такая оплата труда зачастую ведет к недостаточному вознаграждению высококвалифицированных работников, что может иметь повлечь за собой отток этих работников из данного рынка труда и одновременный наплыв низкоквалифицированных работников. Данное явление, известное как неблагоприятный отбор, может в отдельных случаях привести к краху рынка.
В качестве одного из способов борьбы с неблагоприятным отбором фирмы могут использовать метод посыла (сигнализации), впервые предложенный Майклом Спенсом, посредством чего работодатели могли бы использовать различные характеристики соискателей, чтобы различать высококвалифицированных и низкоквалифицированных работников. Одним из распространенных сигналов является образование, когда работодатели предполагают, что высококвалифицированные работники будут иметь более высокий уровень образования. Затем работодатели могут вознаграждать высококвалифицированных работников более высокой заработной платой. Однако метод посыла работает не всегда, и стороннему наблюдателю может показаться, что образование повысило предельный продукт труда, хотя это не всегда так.

### Модели поиска
Одним из главных научных достижений периода 1990–2010 годов стала разработка системы с динамическим поиском, сопоставлением и ведением переговоров.